# Amicale Sportive des Employés de Commerce Mimosas
L'ASEC Mimosas, acronimo di Amicale Sportive des Employés de Commerce, è una società calcistica ivoriana fondata ad Abidjan nel 1948. Milita nella massima divisione del campionato nazionale.
È una delle squadre più titolate del Paese, avendo vinto il campionato ivoriano di calcio per 24 volte; inoltre ha conquistato 14 Coppe ivoriane.
L'ASEC ha un settore giovanile considerato uno dei gioielli del calcio africano. Fondato da Jean-Marc Guillou nel 1993, è composto da numerosissimi studenti-atleti che ricevono prima di tutto un'educazione, con lo studio di matematica, storia, geografia, fisica, francese, inglese e spagnolo. Gli studenti vivono in college durante la settimane e si allenano due volte al giorno, ricevendo pure un'assistenza sanitaria. Molti campioni di oggi hanno trascorsi nella squadra: i fratelli Kolo e Yaya Touré, Aruna Dindane, Salomon Kalou, Didier Zokora, Emmanuel Eboué e Gilles Yapi. Per molti anni l'ASEC ha fornito la maggior parte dei giocatori della Nazionale ivoriana, compresi gli elementi chiave che hanno permesso il successo nella Coppa d'Africa 1992.

## Storia
L'ASEC Mimosas è stato fondato il 1º gennaio 1948 da un gruppo di imprenditori provenienti dall'Africa Occidentale, dal Libano e dalla Francia nel quartiere di Sol Beni che diede il nome alla loro prestigiosa accademia.
Dopo l'indipendenza del 1960 il club ha vinto il suo primo campionato nel 1963, nei primi anni 70 il club vinse altri 5 campionati, i giocatori più importanti per questa serie di successi furono Laurent Pokou e Eustache Mangle.
L'ASEC tornò a dominare il nei primi anni 90 vincendo 6 campionati,i membri chiave per questi successi furono Ben Badi, Donald-Olivier Sie e Basile Aka Kouame; dopo essersi qualificato alle semifinali per 5 volte al sesto tentativo raggiunse la finale di CAF Champions League nel 1998 dove vinse contro la Dynamos Harare (4-2), per poi andare a vincere la supercoppa africana contro l'Esperance Tunisi (3-1). Nel 2015 è entrato nella squadra Youssouf Dao, ma, nel settembre 2016, ha lasciato il Amicale Sportive des Employés de Commerce Mimosas poiché è stato acquistato dallo Sparta Praga.

## Gemellaggi
- Charlton Athletic
- Feyenoord Fetteh

## Rivalità
- Africa Sports
- Stade d'Abidjan
- Jeunesse Club d'Abidjan
- Stella Club d'Adjame

## Palmarès

### Competizioni nazionali
- Campionato ivoriano: 28

1963, 1970, 1972, 1973, 1974, 1975, 1980, 1990, 1991, 1992, 1993, 1994, 1995, 1997, 1998, 2000, 2001, 2002, 2003, 2004, 2005, 2006, 2009, 2010, 2016-2017, 2017-2018, 2020-2021, 2021-2022
- Coppa della Costa d'Avorio: 21

1962, 1967, 1968, 1969, 1970, 1972, 1973, 1983, 1990, 1995, 1997, 1999, 2003, 2005, 2007, 2008, 2011, 2013, 2014, 2018, 2023
- Coppe Félix Houphouët-Boigny: 17

1975, 1980, 1983, 1990, 1994, 1995, 1996, 1997, 1998, 1999, 2004, 2007, 2008, 2009, 2011, 2017, 2023

### Competizioni internazionali
- CAF Champions League: 1

1998
- Supercoppa CAF: 1

1999
- Coppa UFOA: 1

1990

### Altri piazzamenti
- Campionato ivoriano:

Secondo posto: 2007, 2008, 2014-2015
Terzo posto: 2018-2019, 2019-2020
- Coppa della Costa d'Avorio:

Finalista: 1976, 1986, 2000, 2009, 2016, 2024
- CAF Champions League:

Finalista: 1995
Semifinalista: 1970, 1976, 1992, 1993, 2002, 2006
- Coppa della Confederazione CAF:

Semifinalista: 2022-2023
- Coppa delle Coppe d'Africa:

Semifinalista: 1983

## Rosa 2018-2019
Rosa aggiornata al 6 febbraio 2019
| N. |                           | Ruolo | Calciatore           |
| -- | ------------------------- | ----- | -------------------- |
| -  | Costa d'Avorio (bandiera) | P     | Tiasse Kone          |
| 1  | Costa d'Avorio (bandiera) | P     | Aboubakar Bamba      |
| 2  | Costa d'Avorio (bandiera) | D     | Kalpi Ouattara       |
| 3  | Costa d'Avorio (bandiera) | D     | Arnaud Akassou       |
| 5  | Costa d'Avorio (bandiera) | C     | Issa Sanogo          |
| 6  | Costa d'Avorio (bandiera) | D     | Oumar Sako           |
| 7  | Burkina Faso (bandiera)   | C     | Ibrahim Bancé        |
| 8  | Costa d'Avorio (bandiera) | C     | Anicet Badié         |
| 9  | Burkina Faso (bandiera)   | A     | Abdoul Tapsoba       |
| 10 | Costa d'Avorio (bandiera) | C     | Christian Nougbélé   |
| 11 | Mali (bandiera)           | C     | Mohamed Medjo Koné   |
| 12 | Costa d'Avorio (bandiera) | D     | Christian Angbandji  |
| 13 | Costa d'Avorio (bandiera) | A     | Thomas Gonazo        |
| 14 | Costa d'Avorio (bandiera) | C     | Daouda Diarrassouba  |
| 15 | Costa d'Avorio (bandiera) | C     | Hamed Hervé Diomandé |
| 16 | Costa d'Avorio (bandiera) | P     | Mamadou Sylla        |

| N. |                           | Ruolo | Calciatore           |
| -- | ------------------------- | ----- | -------------------- |
| 17 | Costa d'Avorio (bandiera) | A     | Fonsinho             |
| 18 | Burkina Faso (bandiera)   | D     | Patrick Malo         |
| 19 | Costa d'Avorio (bandiera) | C     | Yaya Dosso           |
| 20 | Costa d'Avorio (bandiera) | D     | Gaoussou Samaké      |
| 21 | Costa d'Avorio (bandiera) | P     | Abdoul Karim Cissé   |
| 23 | Costa d'Avorio (bandiera) | C     | Brice N'Tamon        |
| 24 | Costa d'Avorio (bandiera) | C     | Mohamed Lamine N'Dao |
| 25 | Costa d'Avorio (bandiera) | D     | Wonlo Coulibaly      |
| 27 | Costa d'Avorio (bandiera) | D     | Oumar Komara         |
| 28 | Costa d'Avorio (bandiera) | A     | Salif Bagaté         |
| 29 | Burkina Faso (bandiera)   | A     | Ahmed Touré          |
| 30 | Costa d'Avorio (bandiera) | D     | Ousmane Méité        |
| 31 | Costa d'Avorio (bandiera) | C     | Junior Loué          |
| 32 | Costa d'Avorio (bandiera) | A     | Claude Agbo          |
|    | Costa d'Avorio (bandiera) | A     | Guy-Vénance Keumian  |

## Staff tecnico
- Allenatore: Siaka Traoré
- Assistente allenatore: Lucien Kassy
- Allenatore portieri: Bakary Kone
- Medico sociale: Dott. Yves Kouame
- Direttore giovanili: Julien Chevalier
- Massaggiatore: Patrice Voli Bi
- Fisioterapista: Dott. Zaka

## Curiosità
- La squadra ivoriana detiene il record di gare in campionato senza subire sconfitte: ben 108, tra il 1989 e il 1994.